# Matczyce
Matczyce (biał. Матчыцы, ros. Матчицы) – wieś na Białorusi, w obwodzie mińskim, w rejonie wilejskim, w sielsowiecie Wiazyń.

## Historia
W czasach zaborów wieś włościańska w gminie Wiazyń, w powiecie wilejskim, w guberni wileńskiej Imperium Rosyjskiego. W 1866 roku liczyła 38 mieszkańców w 6 domach.
W latach 1921–1945 wieś leżała w Polsce, w województwie wileńskim, w powiecie wilejskim, w gminie Wiazyń.
Według Powszechnego Spisu Ludności z 1921 roku zamieszkiwały tu 223 osoby, 5 było wyznania rzymskokatolickiego, 218 prawosławnego. Jednocześnie 10 mieszkańców zadeklarowało polską, 213 białoruską przynależność narodową. Było tu 39 budynków mieszkalnych. W 1931 w 46 domach zamieszkiwało 267 osób.
Wierni należeli do parafii rzymskokatolickiej w Wilejce i prawosławnej w Wiazyniu. Miejscowość podlegała pod Sąd Grodzki w Ilii i Okręgowy w Wilnie; właściwy urząd pocztowy mieścił się w Wiazyniu.
W wyniku napaści ZSRR na Polskę we wrześniu 1939 miejscowość znalazła się pod okupacją sowiecką. 2 listopada została włączona do Białoruskiej SRR. Od czerwca 1941 roku pod okupacją niemiecką. W 1944 miejscowość została ponownie zajęta przez wojska sowieckie i włączona do Białoruskiej SRR.
Od 1991 roku w składzie niepodległej Białorusi.